# Episodi di Murphy Brown (undicesima stagione)
L'undicesima stagione della serie televisiva Murphy Brown è stata trasmessa in anteprima negli Stati Uniti d'America dalla CBS dal 27 settembre al 20 dicembre 2018. In Italia viene trasmessa su Premium Joi dall'11 aprile al 16 maggio 2019.
| nº | Titolo originale                         | Titolo italiano                   | Prima TV USA      | Prima TV Italia |
| -- | ---------------------------------------- | --------------------------------- | ----------------- | --------------- |
| 1  | Fake News                                | Notizie false                     | 27 settembre 2018 | 11 aprile 2019  |
| 2  | I (Don't) Heart Huckabee                 | Io (Non) Amo Huckabee             | 4 ottobre 2018    | 11 aprile 2019  |
| 3  | #MurphyToo                               | Anche Murphy                      | 11 ottobre 2018   | 18 aprile 2019  |
| 4  | Three Shirts to the Wind                 | L'uomo dalle tre camice           | 18 ottobre 2018   | 18 aprile 2019  |
| 5  | The Girl Who Cried About Wolf            | La ragazza che gridava al lupo    | 25 ottobre 2018   | 25 aprile 2019  |
| 6  | Results May Vary                         | I risultati possono variare       | 1º novembre 2018  | 25 aprile 2019  |
| 7  | A Lifetime of Achievement                | Non è mai troppo tardi            | 8 novembre 2018   | 2 maggio 2019   |
| 8  | The Coma and the Oxford Comma            | Il mistero della donna in coma    | 15 novembre 2018  | 2 maggio 2019   |
| 9  | Thanksgiving and Taking                  | La bilancia della giustizia       | 22 novembre 2018  | 9 maggio 2019   |
| 10 | Beat the Press                           | La ricerca della felicità         | 29 novembre 2018  | 9 maggio 2019   |
| 11 | The Wheels on the Dog Go Round and Round | Le ruote del cane girano e girano | 6 dicembre 2018   | 16 maggio 2019  |
| 12 | AWOL                                     | Inviato al fronte                 | 13 dicembre 2018  | 16 maggio 2019  |
| 13 | Happy New Year                           | Buon anno                         | 20 dicembre 2018  | 16 maggio 2019  |